# Helygia anna
Helygia anna är en stekelart som beskrevs av John S. Noyes och Woolley 1994. Helygia anna ingår i släktet Helygia och familjen sköldlussteklar. Inga underarter finns listade i Catalogue of Life.